# Miquel March

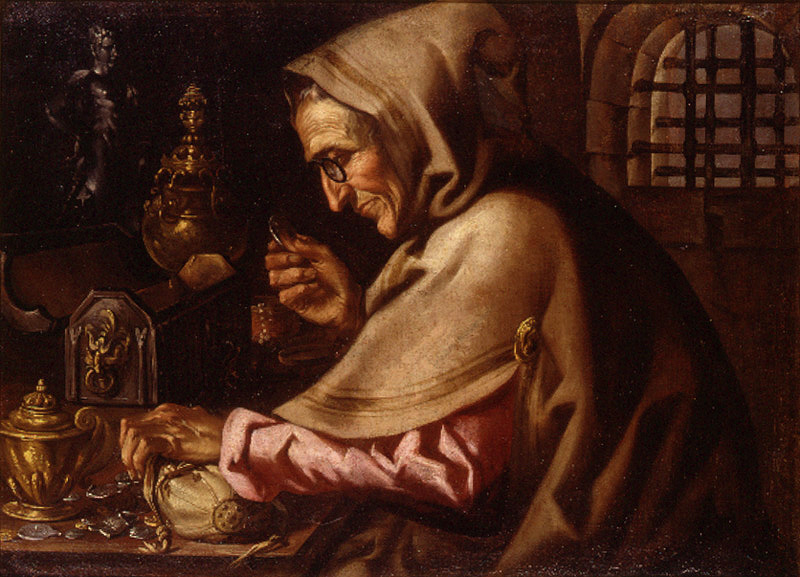
Al·legoria de la vista

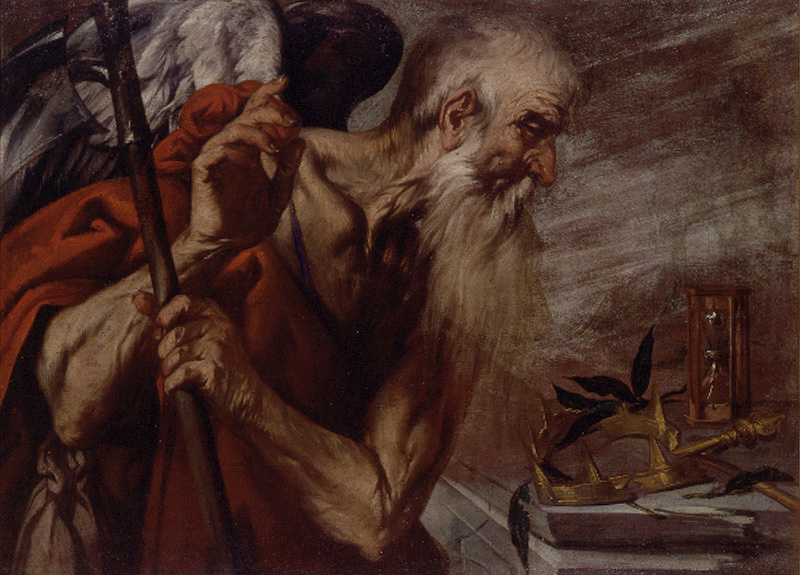
Al·legoria del temps

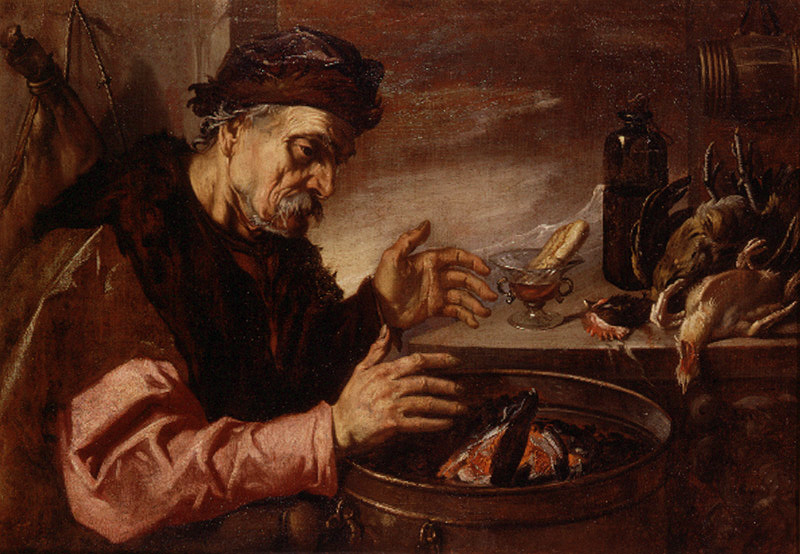
Al·legoria del gust

Miquel March (València, 1633-1670), pintor barroc, valencià i fill del també pintor Esteve March, l'estil del qual va seguir amb relativa fidelitat.

## Biografia
A la mort del seu pare, amb qui s'havia format com a pintor, va marxar a Itàlia on va completar el seu aprenentatge a l'escola de a qui res de l'estil d'aquest es percep. Tornat a València va morir prematurament el 1670.

## Obra
Miquel March va cultivar la pintura de batalles continuant el model patern, però dotat de més grans recursos expressius va ser també, segons Antonio Palomino, pintor més «universal», abordant diversos gèneres. Perduts els quadres d'assumpte religiós elogiats per Palomino, es conserva en aquest gènere el Sant Roc socorrent als apestats del Museu de Belles Arts de València, obra de composició complexa i il·luminació encara  tenebrista, amb detalls de fort realisme.
També va practicar el retrat. Però les obres més conegudes de la seva producció són les natures mortes de caça (1661, col·lecció particular) i els quadres, considerats al·legòrics, del Museu de Belles Arts de València, que podrien formar part d'una sèrie dedicada als cinc sentits, i que constitueixen un bon exemple del seu mestratge com a pintor de natures mortes, amb la seva insistència en els detalls i la pinzellada vibrant heretada del pare.